# Jana Katschur
Jana Hryhoriwna Katschur (ukrainisch Яна Григорівна Качур; englisch Yana Kachur; * 13. Januar 1997 in Hajworon) ist eine ukrainische Sprinterin, die sich auf den 200-Meter-Lauf spezialisiert.

## Sportliche Laufbahn
Erstmals bei einer internationalen Meisterschaft, trat Jana Katschur bei den Jugendweltmeisterschaften 2013 in Donezk über 400 Meter an schied dort in der ersten Runde mit 56,00 s aus. 2014 konnte sie sich bei den Olympischen Jugendspielen in Nanjing nicht für das A-Finale qualifizieren, entschied dann aber das B-Finale über 400 Meter für sich. 2016 nahm sie über 100 Meter an den Juniorenweltmeisterschaften in Bydgoszcz teil und erreichte dort das Halbfinale und belegte mit der ukrainischen Staffel den fünften Platz. 2017 gewann sie bei den U23-Europameisterschaften die Bronzemedaille über 200 Meter und auch mit der ukrainischen 4-mal-400-Meter-Staffel. Mit ihren Leistungen qualifizierte sie sich auch für die Weltmeisterschaften in London. Im Einzelbewerb schied sie dabei mit 23,47 s in der Vorrunde aus und konnte sich auch mit der ukrainischen Staffel nicht für das Finale über 4-mal 100 Meter qualifizieren.
2018 qualifizierte sie sich erstmals für die Europameisterschaften in Berlin, bei denen sie aber mit 24,00 s in der ersten Runde ausschied. Auch mit der ukrainischen Stafette reichten 43,90 s nicht für den Finaleinzug. Im Jahr darauf nahm sie über 60 Meter an den Halleneuropameisterschaften in Glasgow teil, schied dort aber mit 7,52 s in der ersten Runde aus. Anschließend scheiterte sie bei den World Relays in Yokohama mit der 4-mal-100-Meter-Staffel mit 44,55 s im Vorlauf und auch bei den U23-Europameisterschaften in Gävle schied sie mit 24,18 s über 200 Meter in der ersten Runde aus und belegte mit der 4-mal-400-Meter-Staffel in 3:34,33 min den vierten Platz. Ende Oktober erreichte sie bei den Militärweltspielen in Wuhan über 200 Meter das Halbfinale, in dem sie ihren Lauf nicht beenden konnte. Über 100 Meter scheiterte sie mit 11,98 s in der Vorrunde und mit der 4-mal-100-Meter-Staffel belegte sie in 44,64 s den vierten Platz.
2019 wurde Katschur ukrainische Hallenmeisterin im 60-Meter-Lauf.

## Persönliche Bestzeiten
- 100 Meter: 11,51 s (+1,2 m/s), 25. Juni 2016 in Almaty
  - 60 Meter (Halle): 7,29 s, 27. Dezember 2019 in Kiew
- 200 Meter: 23,18 s (+0,1 m/s), 16. August 2020 in Luzk
  - 200 Meter (Halle): 23,77 s, 12. Januar 2019 in Kiew
- 400 Meter: 53,85 s, 21. August 2019 in Luzk
  - 400 Meter (Halle): 53,43 s, 1. Februar 2020 in Mondeville